# Judith Döker

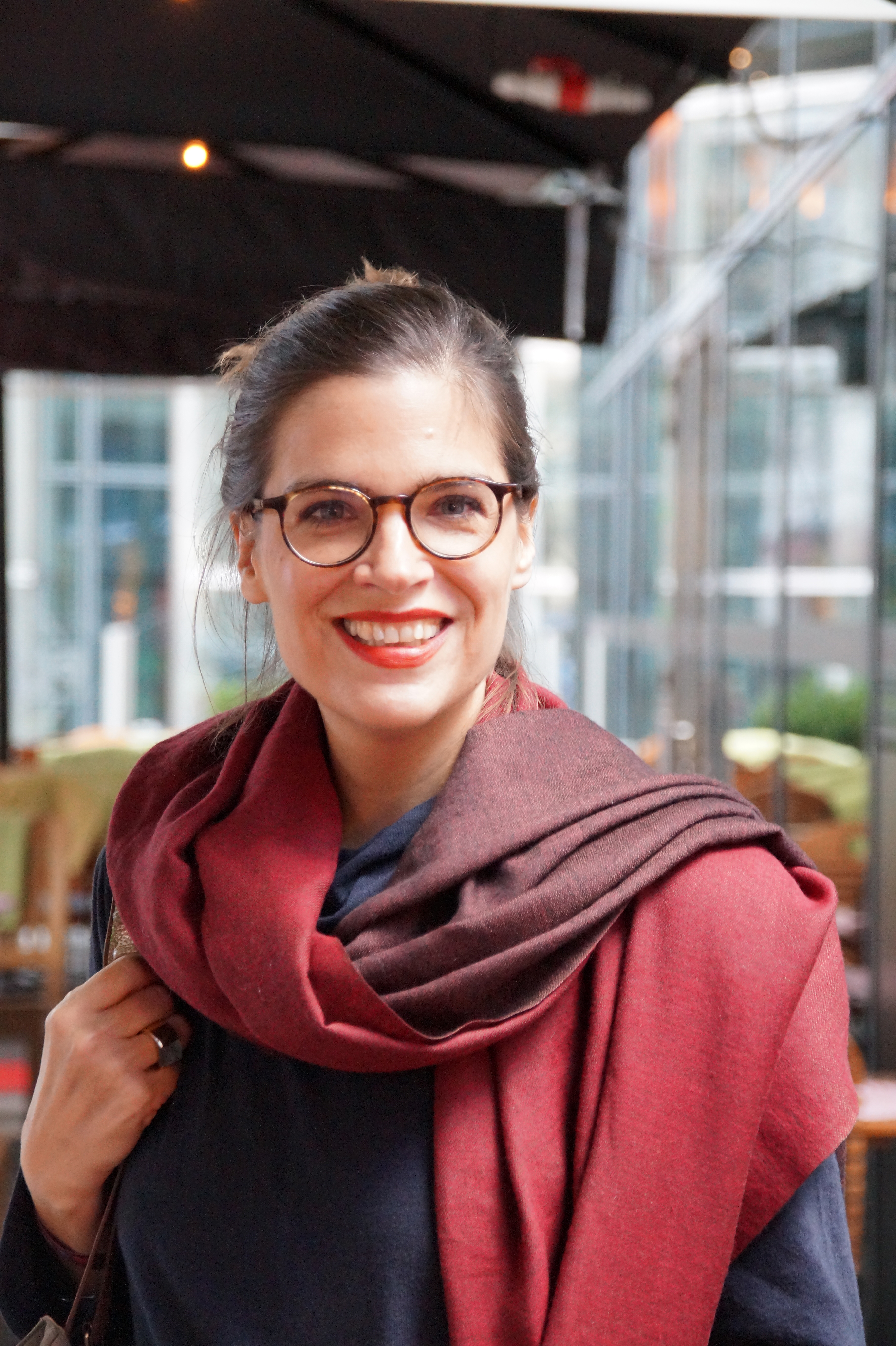
Judith Döker (2016)

Judith Döker (* 1973, 1976 oder 1977 in der Nähe von Köln) ist eine deutsche Schauspielerin, Fotografin, Filmemacherin und Buchautorin.

## Leben
Judith Döker studierte acht Semester Jura, bevor sie sich entschloss, Schauspielerin zu werden. Seit 1999 ist sie in Film- und Fernsehproduktionen zu sehen.
Ab 2006 war sie eine der drei Hauptdarstellerinnen der Sat.1-Comedy-Serie Weibsbilder. 2012 zog sie für zwei Jahre nach Mumbai, Indien. Über diese Zeit schrieb sie das autobiografische Buch Judith goes to Bollywood, das die Top 30 der Spiegel-Bestsellerliste erreichte, sowie die Kurzgeschichte Bombay, die 2016 in der Anthologie Unbehauste – 2. Edition im Dittrich Verlag erschien.
Seit 2016 arbeitet sie auch als Fotografin. Ihre Fotografien aus Indien, Pakistan, Libanon und Syrien wurden in Spanien und Deutschland ausgestellt.
Judith Döker ist Schirmherrin der Indienhilfe Deutschland e.V.

## Filmografie

### Film
- 2001: Dichter
- 2004: Samba in Mettmann
- 2004: Männer wie wir
- 2004: Die Anderen Drei
- 2005: Marlen & Bijou
- 2009: Alles auf Anfang

### Fernsehen
- 2001: Antonia
- 2003: Die Sitte – Stiller Schrei
- 2004: Pastewka – Ohne Worte
- 2004: Familie Heinz Becker – Abgetaucht
- 2004: SOKO Wismar – Gefährliche Liebschaften
- 2005: Inga Lindström – Der Weg zu Dir
- 2005: SOKO 5113 – Eine Million für Emily
- 2005: Wilsberg: Ausgegraben (Fernsehreihe)
- 2006–2007: Weibsbilder (Fernsehserie)
- 2006: Deutschland ist schön – Die Allstar Comedy
- 2008: Tatort: Waffenschwestern (Fernsehreihe)
- 2009: Mein Flaschengeist und ich
- 2010: Der letzte Bulle (Fernsehserie) – Folge: Nachtschicht
- 2010: Danni Lowinski (zwei Folgen)
- 2011: Schillerstraße – Der Ehebrecher
- 2011: Im falschen Leben
- 2011: Judith goes to Bollywood (AT)
- 2011: Therese geht fremd
- 2012: Katie Fforde – Leuchtturm mit Aussicht (Fernsehserie)
- 2013: SOKO Kitzbühel – Rückkehr ins Paradies (Fernsehserie)
- 2014: SOKO Wismar – Als er fortging (Fernsehserie)
- 2014: Notruf Hafenkante – Kampf der Herzen (Fernsehserie)
- 2015: Die Rosenheim-Cops – Tod eines Engels (Fernsehserie)
- 2017: Ferien vom Leben (Fernsehfilm)
- 2021–2023: SOKO Hamburg (Fernsehserie, 5 Folgen)
- 2024: Nord Nord Mord – Sievers und das Geisterhaus (Fernsehreihe)

## Publikationen
- Judith Goes To Bollywood. Wie ich in Indien den großen Erfolg suchte und die Liebe fand. btb, München 2015, ISBN 978-3-442-74645-3
- Beitrag in „Unbehauste – 2. Edition“ 24 Autoren über das Fremdsein, Dittrich Verlag 2017, ISBN 978-3-943941-84-5
- Beitrag in „Wenn ich mir was wünschen dürfte. Impulse für eine Demokratie der Moderne“, Anthologie, Schüren Verlag 2018, ISBN 978-3-741-00262-5

## Fotoausstellungen (Auswahl)
- HEROES OF WAR – Photographic Impressions of Daily Life in Lebanese Refugee Camps, 2018 Goethe-Institut Barcelona, 2017/2018 fanun Gallery, Berlin
- 2018: INDIA & PAKISTAN – Who Are You? Who Am I? Espronceda – Center for Art and Culture, Barcelona
- 2017/2018: CALCUTTA – GENTLE SOULS in Kooperation mit der IndienHilfe Deutschland, Berliner Carré, Osnabrück

## Regie
2018 „Drei Fragen: Glück“, Regie, Kamera, Buch: Judith Döker

## Auszeichnungen
- 2016 „International Photography Awards“ (USA): Für ein Porträt ihrer Serie „Calcutta – Gentle Souls“, die in den Slums von Kalkutta entstand, wurde Judith Döker mit einer Honorable Mention ausgezeichnet.
- 2005 „Marlen & Bijou“ (Kurzfilm), Buch, Produktion, Schauspiel: Judith Döker
- Global Art Film Festival, Los Angeles, Best Movie Foreign Language
- Sansevieria Filmfestival, Ohio, Best Movie Foreign Language